# Liverpool Arena
Le Liverpool Arena aussi connu sous le nom de M&S Bank Arena est une aréna situé au centre de la ville de Liverpool au Royaume-Uni. C'est le lieu de concert, d'évènements sportifs, de représentations théâtrales ou de certains évènements organisés par l'université ACC Liverpool.

## Architecture et design

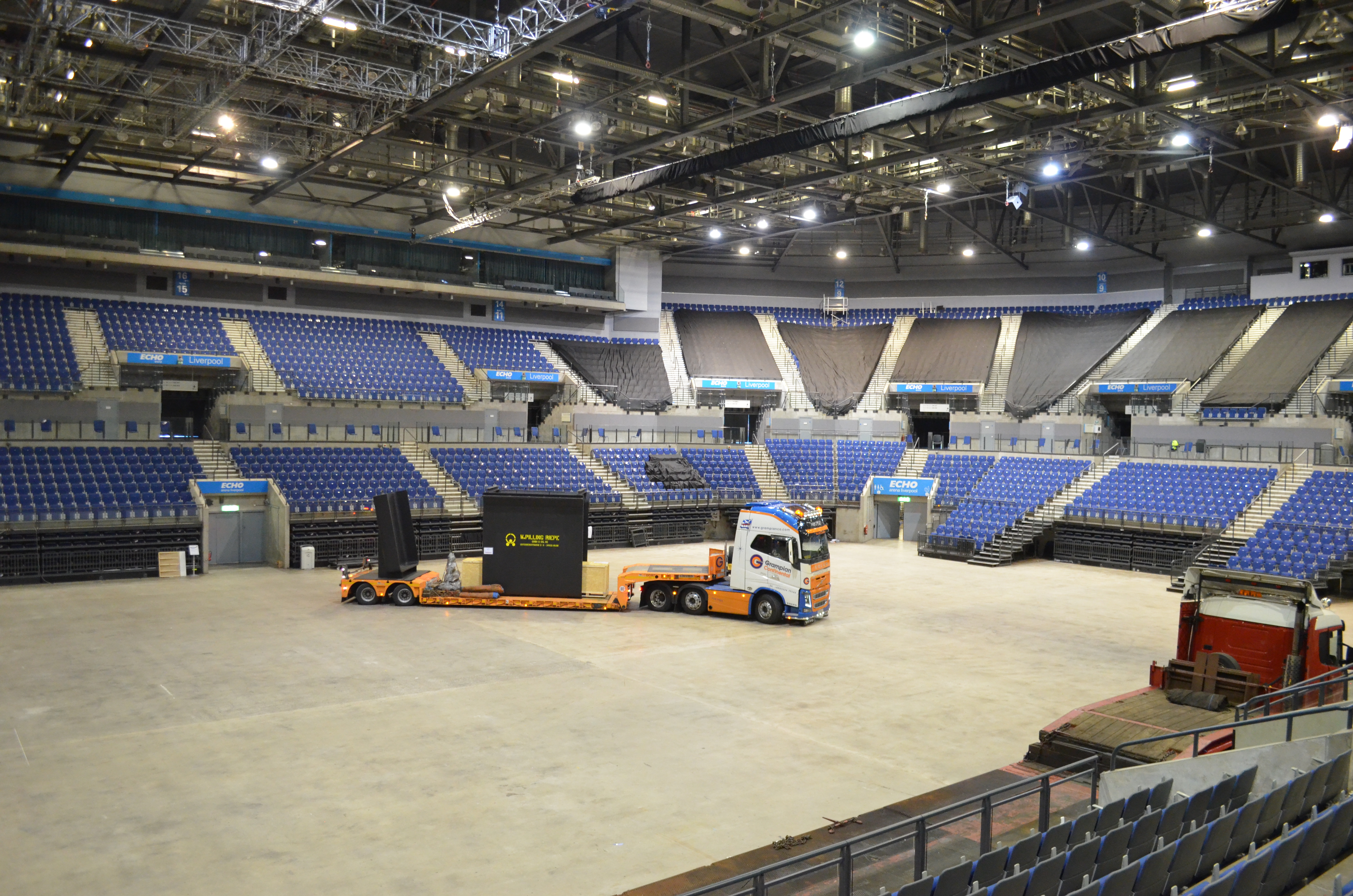
Vue de l'intérieure de l'arena.

L'aréna a été désigné par le bureau d'architecture Wilkinson Eyre.
L'aréna offre une multitude de dispositions. Une disposition standard offre entre 4 000 et 11 000 places, dont 7 513 permanentes. Il y a six vestiaires classiques, cinq pour les équipes de sports et deux bureaux de promotion à l'intérieur de l'aréna. Le complexe a une notation BREEAM "très bien " .
En 2015, une seconde salle s'appelant l'Exhibition Centre Liverpool est venue s'annexer à celle déjà existante permettant des offres plus grandes d'évènements sportifs et artistiques. Cette salle contient le "Space by M&S Bank Arena" ce qui vaut à l'aréna le nom de "M&S Bank Arena".

## Histoire
Le lieu a ouvert ses portes le 12 janvier 2008 en tant qu'Echo Arena Liverpool avec une cérémonie d'inauguration à l'occasion du choix de la ville comme Capitale européenne de la culture la même année. À cette occasion la ville avait organisé un show nommé “Liverpool the Musical” où plus de 700 artistes sont venus performer.
Depuis son ouverture, l’aréna a accueilli plus de sept millions de visiteurs. L’ouverture de l’aréna a généré 1,6 milliard de livres de bénéfices à la ville de Liverpool et ses alentours.
En 2019, le nom de l’aréna est passé de Echo Arena Liverpool à M&S Bank Arena à la suite d’un partenariat entre le lieu et l’entreprise M&S Bank, ce nouveau partenariat ne met pas fin à celui précédemment en place avec le Liverpool Echo,.
Le 31 décembre 2017, un incendie a ravagé un parking à proximité de l’aréna menant à l’annulation du spectacle équestre. Environ 80 chevaux ont dû être évacués. La quasi-totalité des 1 400 voitures présentes sur le parking ont été détruites, cependant aucun blessé n’a été déclaré,.
Le 5 avril 2018 le célèbre joueur de fléchettes Eric Bristow a été victime d’une crise cardiaque lors d'un tournoi de fléchettes organisé à l'aréna et est mort à la suite de cette dernière.
La salle a accueilli le 67e Concours Eurovision de la chanson dont les demi-finales et la finale ont eu lieu les 9, 11 et 13 mai 2023.